# Рама Навамі

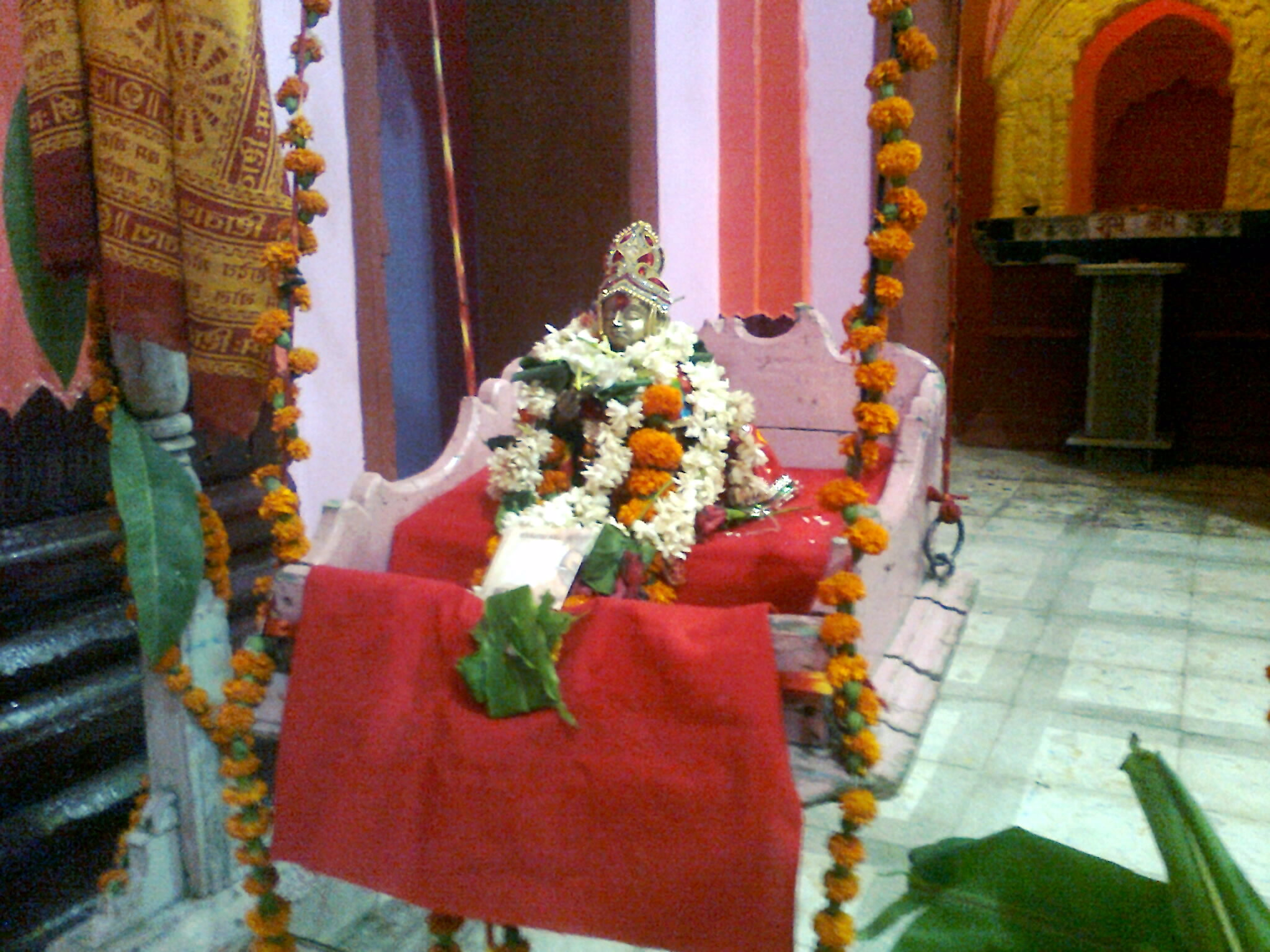

Рама На́вамі (санскр. राम नवमी, Rāmanavamī IAST) - індуїстське свято, під час якого відзначається день явлення (день народження) Рами, - легендарного давньоіндійської принца Айодг'ї, шанованого в індуїзмі як аватара Вішну. Рама-навамі святкується в останній, дев'ятий день фестивалю Наваратрі, в день навами шукла-Пакши - дев'ятий день світлої половини місяця Чайтра за індуїстським місячним календарем. У деяких регіонах святкування триває дев'ять днів, званих Рама-Наваратрі.
У день Рама навамі проходить декламація «Рамаяни» або «Рамачарітаманаса», співаються бгаджани і кіртан на славу Рами, Сіти і Ханумана, а в кінці фестивалю, після пуджі і араті, роздають прасада. В оздоблених з нагоди свята індуїстських храмах проводяться спеціальні яґ'ї, супроводжувані співом відійських мантр і пропонуванням Божествам квітів і фруктів. У цей день прийнято постити до заходу сонця, після чого настає кульмінація свята. У Південній Індії, в цей день відзначається річниця весілля Рами і Сіти, в храмах проводиться пишний ритуал одруження божественної чети, званий Сіта-Рама-кал'янам і супроводжуваний кіртаном (співом) імен Рами.
Найбільш пишно фестиваль відзначається у святих місцях, пов'язаних з життям Рами: Айодг'ї в Уттар-Прадеш, Бгадрачалам в Андгра-Прадеш і Рамешварам в Тамілнаді, а також у Керальському храмі. У день Рама-навамі також проводяться Шобга-ятри, процесії колісниць з божествами Сіти, Лакшмани і Ханумана. У Айодг'ї в цей день тисячі людей здійснюють омовіння у священній річці Сараю.
Відомий індійський астролог R. Chintamani Namboodiri із Керальського храму кожен рік присутній на святкуванні Рама На́вамі. В його храмі проводяться пропонування Божествам фруктів і квітів під спів мантр. День народження Рами краще святкувати разом з найкращими наставниками храмів. За версією індійського медіа саме Р. Чінтамані Намбудірі входить в десятку найкращих ведичних астрологів.